# Bruguiera gymnorhiza
El bacao de Filipinas (Bruguiera gymnorrhyza (L.) Lam.) es una especie de planta en la familia Rhizophoraceae. 

## Usos
Al igual que todas las especies de manglares de la familia de las rhizophoraceae, es utilizada para la obtención de leña y de materiales para la construcción. Los frutos contienen fécula, éstos son rebanados, puestos en remojo por varias horas para lavar los taninos y de esa manera se obtiene una masa con la que se pueden hacer galletas o endulzar rellenos para pasteles (Villalba J. 2005. . Al igual que Bruguiera sexangula es una especie que está siendo estudiada en Europa por su potencial para la ornamentación debido a la vistosidad de sus flores [Oficina Holandesa de Flores].  (enlace roto disponible en Internet Archive; véase el historial, la primera versión y la última).

## Taxonomía
Bruguiera gymnorrhyza fue descrita por (Linneo) Lam. y publicado en Encyclopédie Méthodique, Botanique 4(2): 696, en el año 1798.
Sinonimia
- Bruguiera capensis Blume
- Bruguiera conjugata (L.) Merr.
- Bruguiera conjugata f. alba Stone
- Bruguiera gymnorhiza f. alba (Stone) Fosberg
- Bruguiera gymnorhiza var. palun Blume
- Bruguiera rhedii Tul.
- Bruguiera rheedei Blume
- Bruguiera rumphii Blume
- Bruguiera wightii Blume
- Bruguiera zippelii Blume
- Bruguiera zippelii var. oblongifolia Blume
- Rhizophora australis Steud.
- Rhizophora conjugata L.
- Rhizophora gymnorrhiza L.
- Rhizophora palun DC.
- Rhizophora tinctoria Blanco[3]